# Zalpa
Zalpa o Zabar, era una ciutat hitita, probablement la capital del regne anomenat Zalpuwa, a la vora de la mar Negra a la regió de la clàssica Amisos vora la desembocadura del modern riu Kızılırmak, i avui segurament coberta per la mar.
Es conserva un text molt antic, segurament del segle xv aC, que descriu la destrucció de la ciutat després d'un setge, i marca el final d'una sèrie d'hostilitats entre Zalpa i Hattusa que s'havia prolongat durant els regnats de tres reis hitites, que el text anomena "l'avi del rei", "el pare del rei" i "el rei". És segur que el text es va escriure en temps de Mursilis I i, per tant, els reis serien Labarnas I i Hattusilis I. Als inicis del regnat d'Hattusilis I el text, molt deteriorat en aquest punt, sembla que diu que el rei va voler segellar un pacte amb la ciutat de Zalpa i va enviar una filla seva perquè s casés amb el seu rei, però la princesa va morir i hi va haver una sublevació, on un fill del rei hi va estar implicat. Per fi es va sotmetre la ciutat, que els hitites van saquejar i destruir.
El començament d'aquest relat parla d'un període molt més antic de la història de la ciutat, i explica uns fets llegendaris. Una reina de Kanish va parir trenta fills de cop, als que va abandonar immediatament espantada d'aquell fet. Els va posar en unes caixes i els va abandonar riu avall. El tema del nen deixat al riu i després salvat es troba a diverses literatures, per exemple a l'hebrea amb Moisès a la grega amb Perseu i Dànae i a la babilònica amb Sargon d'Accad. El riu va portar els trenta nens fins a la mar Negra, fins a la ciutat de Zalpa. La reina va tenir un altre part múltiple, ara de trenta filles, i les peripècies que passen les dues nissagues fan que els germans i germanes estiguin a punt de casar-se entre ells. El germà petit, l'heroi en els contes populars, els adverteix de l'incest. Aquí s'acaba la narració i no se sap el final. Aquesta història s'interpreta com que Zalpa va ser fundada per habitants de Kanesh, que sempre van conservar el record del seu parentiu. Se suposa que un "gran rei" de nom Huzziyas, va ser rei de Zalpa, probablement l'últim rei conegut d'aquell territori, i va exercir una certa hegemonia abans de Labarnas (al voltant del 1700 aC) però va acabar sotmesa per Hattusilis I uns anys més tard.
Els kashka van ocupar la ciutat i el territori de Zalpuwa sobre l'any 1390 aC en temps d'Arnuwandas I.